# منتخب فيجي لكرة الطائرة للرجال
منتخب فيجي لكرة الطائرة للرجال (بالإنجليزية: Fiji men's national volleyball team)‏ هو ممثل فيجي الرسمي في المنافسات الدولية في كرة طائرة في فئة كرة الطائرة للرجال.